# 安全部 (阿根廷)
安全部（西班牙語：Ministerio de Seguridad; MINSEG）是阿根廷政府中监督公共安全和安保的部门。协调国家的国家安全政策并监督联邦警察、机场安全警察、海岸警卫队和國家憲兵，以及新成立的联邦内政安全委员会（Consejo Federal de Seguridad Interior）。
2010年时任总统克里斯蒂娜·费尔南德斯·德基什内尔签署法令成立。在此之前，国家安全事务是司法部职权的一部分。现任安全部长是帕特丽夏·布利里奇，于2023年在哈维尔·米莱总统内阁下上任。

## 职权
安全部的职责和职权在《部门法》第22条之二中，他的目标是在阿根廷共和国的民主框架内，全方位协助国家总统和内阁首席部长，保护国家安全、保卫阿根廷居民的自由、生命和遗产以及他们的权利有关的事项。

## 历任部长
| # | 部长                       | 政党 | 政党       | 任期                            | 总统 | 总统                             |
| - | -------------------------- | ---- | ---------- | ------------------------------- | ---- | -------------------------------- |
| 1 | 尼尔达·加雷                |      | 广泛阵线   | 2010年12月15日 – 2013年6月3日   |      | 克里斯蒂娜·费尔南德斯·德基什内尔 |
| 2 | 阿图罗·普里切利            |      | 正义党     | 2013年6月3日 – 2013年12月2日    |      | 克里斯蒂娜·费尔南德斯·德基什内尔 |
| 3 | 玛丽亚·塞西莉亚·罗德里格斯 |      | 新邂逅党   | 2013年12月2日 – 2015年12月10日  |      | 克里斯蒂娜·费尔南德斯·德基什内尔 |
| 4 | 帕特丽夏·布利里奇          |      | 共和国方案 | 2015年12月10日 – 2019年12月10日 |      | 毛里西奧·馬克里                  |
| 5 | 萨宾娜·弗雷德里克          |      | 無黨籍     | 2019年12月10日 – 2021年9月20日  |      | 阿尔韦托·费尔南德斯              |
| 6 | 阿尼巴尔·费尔南德斯        |      | 正义党     | 2021年9月20日 – 2023年12月10日  |      | 阿尔韦托·费尔南德斯              |
| 7 | 帕特丽夏·布利里奇          |      | 共和国方案 | 2023年12月10日至今              |      | 哈维尔·米莱                      |